# Franse presidentsverkiezingen 1947
Op 16 januari 1947 vonden de eerste presidentsverkiezingen tijdens de Vierde Franse Republiek plaats. Vincent Auriol van de SFIO werd gekozen tot president met 452 stemmen.
| Kandidaten                  | politieke partij/richting                      | ronde 1      |
| --------------------------- | ---------------------------------------------- | ------------ |
| Vincent Auriol              | Section française de l'internationale ouvrière | 51,19% (452) |
| Auguste Champetier de Ribes | Mouvement républicain populaire                | 27,41% (242) |
| Jules Gasser                | Parti Radical-Socialiste                       | 13,82% (122) |
| Michel Clemenceau           | Parti républicain de la liberté                | 6,80% (60)   |
| Anderen                     | -                                              | 0,79% (7)    |